# 포유류학

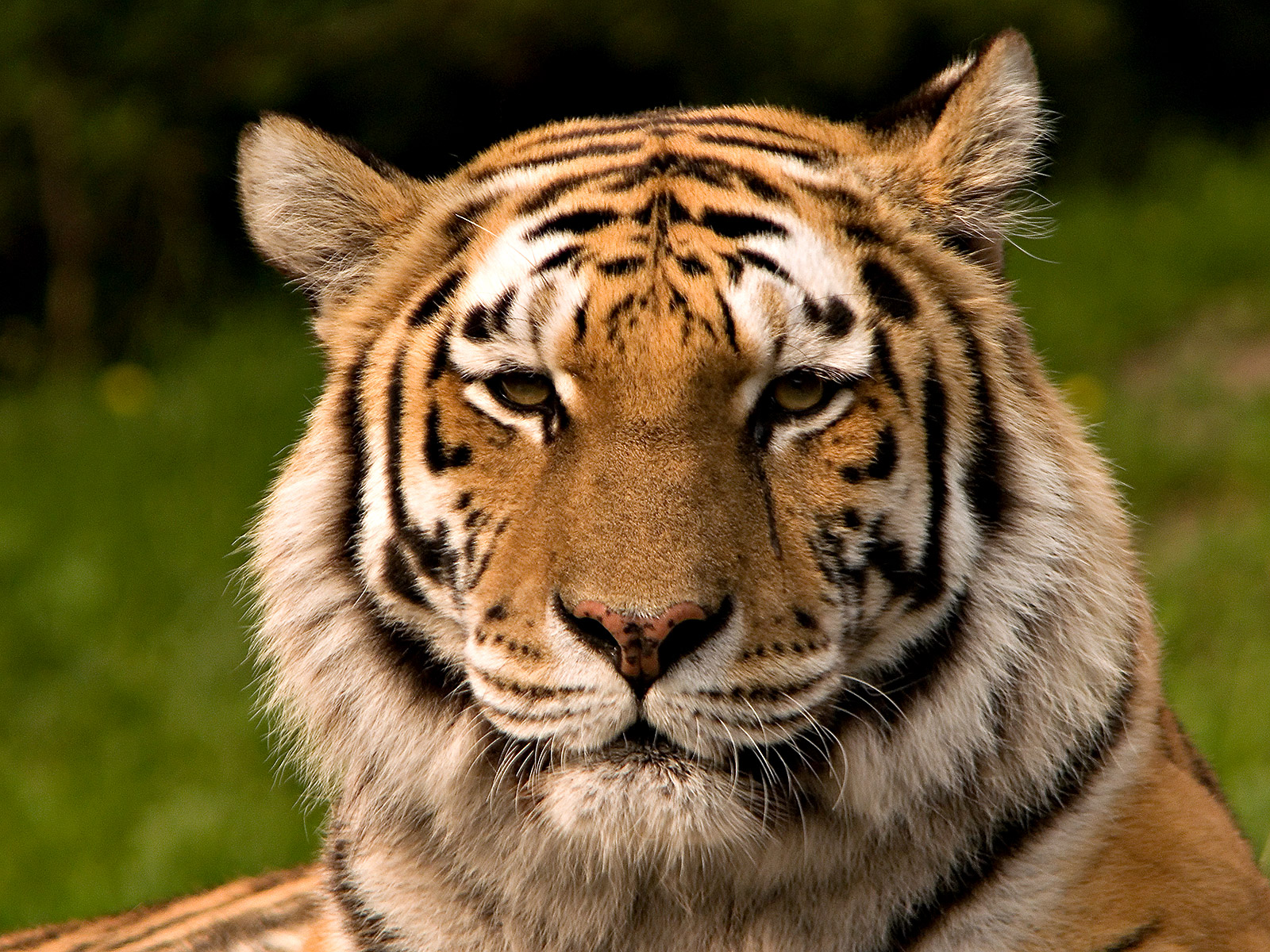
시베리아 호랑이

포유류학(哺乳類學)은 포유류에 관한 걸 연구하는 학문이다.
동종열 대사, 털, 4개의 방의 심장, 복잡한 신경계와 같은 특성을 가진 척추동물의 한 종류인 포유류에 대한 연구이다. 지구상의 포유류 수에 대한 아카이브는 지속적으로 증가하고 있지만 현재는 최근 멸종된 종을 포함하여 6,495종의 다양한 포유류 종으로 설정되어 있다. 지구상에는 5,416종의 살아있는 포유동물이 확인되었으며 2006년 이후 약 1,251종이 새로 발견되었다. 포유류학자의 대략적인 급여는 경력에 따라 연간 $20,000에서 $60,000까지 다양하다. 포유류 학자는 일반적으로 연구 수행, 인력 관리 및 제안서 작성과 같은 활동에 참여한다.
포유류학은 영장류학(영장류 연구) 및 고래류 연구와 같은 다른 분류학적 지향 분야로 분기된다. 다른 연구와 마찬가지로 포유류도 모든 생물에 대한 연구인 생물학의 일부인 동물학의 일부이다.